# Alfredo Iriarte
Alfredo Iriarte Núñez (Bogotá, 24 de marzo de1932 -Bogotá 1 de diciembre de 2002) fue un historiador y escritor colombiano, autor de crónicas, revisiones y semblanzas históricas; cuentos, ensayos, anécdotas y novelas. Todo bañado por un lenguaje depurado, no exento de arcaísmos y neologismos, útiles al humor negro, la sátira y la ironía inherentes a su producción literaria.

## Biografía
Nacido en una familia de raigambre bogotana, en 1932, Daniel Damper Pizano afirma que el escritor nació realmente en Huila, tal como se lee en el prólogo con el que da inicio La fauna humana, una serie de crónicas sobre pintorescos personajes bogotanos. Iriarte finalizó sus estudios de secundaria en el Gimnasio Moderno de Bogotá tras ser expulsado por los Hermanos Maristas en 1946 de su colegio anterior. Sus primeros artículos literarios aparecieron en la revista escolar “El Aguilucho”, de aquel plantel.
Hizo algunos semestres de Derecho en la Universidad del Rosario, pero pronto se vinculó a la empresa estatal Flota Mercante Grancolombiana y luego en la privada Compañía de Seguros Bolívar, de la cual llegaría a ser vicepresidente.
Ejerció la Dirección del Instituto de Cultura Hispánica. Asimismo, fue vicepresidente de la Academia de Historia de Bogotá. Cabe rescatar que fue también Miembro de número de dicha Academia.
Colaboró con varias publicaciones colombianas y españolas, entre las que se cuentan El Espectador, Diario de Caribe, El Mundo, El País y El Tiempo, las revistas Dinners, Cambio 16 y Credencial Historia, así como con la emisora cultural HJCK.
Sufrió toda su vida la censura. Fue expulsado en 1946 del colegio de los Hermanos Maristas por decir que era comunista. Posteriormente, fue colgado de varios medios por publicaciones que los directores consideraban excesivamente virulentas.
Falleció en Bogotá, a causa de una enfermedad cardíaca.

## Sobre su obra
Iriarte cultivó varios géneros: "crónica histórica, obras satíricas y escritos que incluyen personajes y situaciones fantásticas. De igual manera sobresalió como un agudo escritor costumbrista".
Como autor de varias obras sobre historia y tradiciones bogotanas, cabe destacar su artículo "50 años del asesinato de Jorge Eliécer Gaitán. Mitos en torno a un crimen atroz", en el cual expresa su concepción de como se escribe la Historia:
"Tan antiguo como el oficio de escribir la historia es el de falsearla y tergiversarla, siempre en defensa y en beneficio de unos intereses muy precisos y de quienes los representan."
Acerca de su estilo, dice el crítico literario:
"...desde aquel ya legendario Lo que lengua mortal decir no pudo nos tiene acostumbrados (Alfredo Iriarte) no sólo al buen humor —"proverbial facundia", lo llama Álvaro Tirado Mejía — sino a una prosa agradable aunque, por qué no decirlo, algo rebuscada, algo culterana, que reclama el uso de todo el diccionario en el espectro de todo escritor y que podríamos identificar con un barroquismo sabanero, con un estilo castizo que se hunde en raíces coloniales y que ha permitido obras como las de Caballero Escovar,  Salom Becerra o Antonio Montaña.".
Iriarte es elegante y salaz a un tiempo, rescata a Cervantes y a Shakespeare, y no elude ni a la Celestina, ni a Góngora, ni a Quevedo, tanto para bien como para mal, con ese regodeo en lo procaz, con un uso frecuentísimo de voces en desuso en nuestra prosa (propincuo, escurialense, beodez, avilantez, tahalí, espoliques), e incluso de neologismos de dudoso recibo como aquel muy suyo, que ya habíamos leído tal vez en su hilarante repertorio prohibido, de "limpiaculativo".

## Obra publicada
Divulgación histórica
- Lo que lengua mortal decir no pudo, 1979
- Bestiario tropical, 1986
- Episodios Bogotanos, 1987
- Breve historia de Bogotá, 1988
- Batallas y batallitas en la historia de Colombia, 1993
- Historias en contravía, 1995
- Trajes, historias y leyendas de Santafé, 1995
- Muertes legendarias, 1996
- Cristóbal Colón y el descubrimiento, 1998
- Ojos sobre Bogotá, 1999

Libros institucionales
- Caja social de ahorros, 80 años, 1980
- Hotel Tequendama, un símbolo de Bogotá, 1988
- Hotel Caribe, 50 años en la historia, 1939-1989, 1989
- Un camino hacia el futuro : Colseguros 125 años en la historia de Colombia, 1999

Humor
- Cazuela de narraciones estrambóticas, 1989
- La bella locutora, 1990
- Crónicas descomedidas, 1992
- Abominaciones y denuestos, 1994
- Rosario de perlas, 2003
- Cómo evitar una nochebuena pecaminosa y otras crónicas de humor viajero, 2005
- La fauna humana. Disección gozosa de lagartos, cornudos, caníbales, arpías, gallinazos y otros especímenes, 2010

Cuento
- Sucedió en una calle, 1996
- El hidalgo de bragueta y otras fábulas de Iriarte, 2000

Novela
- Espárragos para dos leones, 1999
- El jinete de Bucentauro, 2001

Otros
- Tesoros de Tunja, 1989
- Repertorio prohibido, 1991
- Toros de Altamira y Lascaux a las arenas colombianas : mitos, leyendas e historias, 1992
- Lemos: denuncias y propuestas, entrevista 1993
- Bogotá : de la devastación a la esperanza, 1998

## Defensor del idioma
Férreo defensor de la lengua española, con su columna "Rosario de perlas", publicada durante varias décadas en el El Tiempo, abogó por el buen uso del vocabulario y la gramática, además de criticar los gazapos o errores históricos y geográficos cometidos por los hoy llamados comunicadores sociales, antes periodistas y locutores. Esta columna, escrita en un lenguaje rico y preciso, se destacó por un estilo cargado de fino humor y sarcasmo.

## Reconocimientos
El mismo año de su muerte, en su reconocimiento a su gran labor, Bogotá decide dar como nombre Alfredo Iriarte a un colegio la sur de la ciudad antiguamente llamado CED LOS CHIRCALES creado hacia 1978 en la localidad de Rafael Uribe Uribe, Zona 18.